# Vímpel R-73
El  Vímpel R-73  (amb denominació OTAN  AA-11 Archer), desenvolupat pel Buró de Construcció de Maquinària Vímpel NPO, és el míssil aire-aire de curt abast més modern de Rússia. El 2006 fou considerat una de les més formidables armes de combat aeri modernes.

## Desenvolupament
L'R-73 va ser desenvolupat per reemplaçar l'anterior míssil de curt abast Mólnia R-60 (AA-8 Aphid) per a l'ús de combat proper pels avions de combat de la Unió Soviètica. El seu desenvolupament va començar el 1973, i els primers míssils van entrar en servei el 1985.
El R-73 és un míssil de guia infraroja amb un cap buscador termosensible, refrigerat criogènicament, amb una substancial capacitat "off-boresight": el mòdul pot "veure" objectius fins a uns 60º de la línia central del míssil. Pot ser enllaçat a una mira muntada en el buc, permetent als pilots del Su-27 apuntar a objectius mitjançant de la seva vista. L'abast mínim d'intercepció és d'uns 300 metres de distància de l'objectiu, amb un abast aerodinàmic màxim d'uns 30 quilòmetres de distància de l'objectiu a gran alçada.
És un míssil altament maniobrable gràcies a l'orientació de gasos d'escapament (thrust vectoring), i en molts aspectes és considerat superior al AIM-9 Sidewinder nord-americà, venut a l'Iran per armar els F-14 Tomcat. Des de 1994 el R-73 ha estat actualitzat en producció a l'estàndard R-74EM (originalment R-73m), que va entrar en servei el 1997. L'R-74EM posseeix major abast de combat i un major angle de visió del cercador, així com contra-contramesures electròniques millorades.

## Usos
L'arma és emprada pels caces de Rússia MiG-29, MiG-31, Su-25, Su-27, Su-30, la versió naval Su-33 i el nou Su-35, i pot ser transportat per variants modernitzades dels models de MiG-21, MiG-23 i Su-24. També pot ser transportat per helicòpters d'atac russos, incloent el Mil Mi-24, el Mil Mi-28, i el Kamov Ka-50.